# Ngga Pulu
Der Ngga Pulu ist ein 4862 m hoher Gipfel im Sudirman-Gebirge im indonesischen Westneuguinea (Provinz Papua Tengah).
Einige Quellen haben in der Vergangenheit den Ngga Pulu nach dem Puncak Jaya mit 4884 m als den zweithöchsten Berg der Insel Neuguinea geführt. Er wurde deshalb im Alpinismus als einer von fünf Kandidaten für den Status des Second Summit auf dem Kontinent Ozeanien betrachtet. Neueren Forschungen zufolge war der Ngga Pulu zu Beginn des 20. Jahrhunderts wegen seines massiven Gipfelgletschers der höchste Berg Ozeaniens, durch das Abschmelzen der Eisbedeckung aufgrund der globalen Erwärmung hat sich die Gipfelhöhe seit seiner Entdeckung stark verringert. Heute gilt der Ngga Pulu als ein Nebengipfel innerhalb der Carstensz-Region und der acht Meter höhere Sumantri als zweithöchster Berg Ozeaniens.

## Name

Gletscherrückgang im Carstensz-Gebirge von 1850 bis 2003

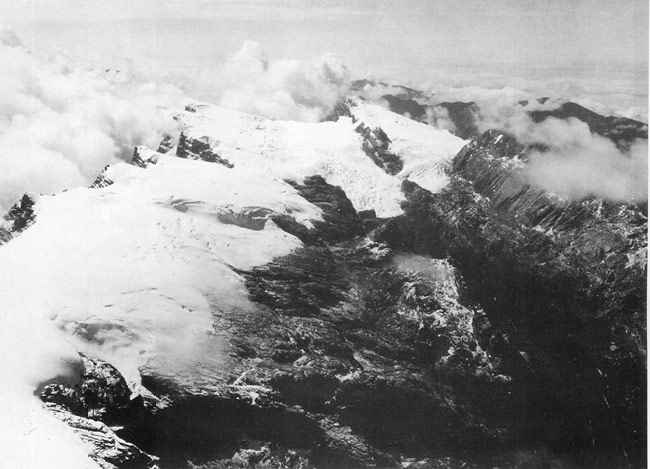
Die Luftaufnahme von 1936 zeigt eine starke Vergletscherung. Der Ngga Pulu befindet sich links der Bildmitte, der eisfreie Puncak Jaya (rechts) wird von Wolken verdeckt.

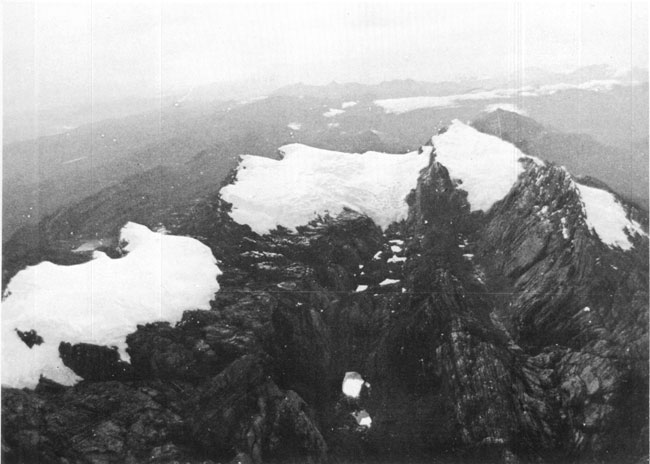
Die Luftaufnahme von 1972 zeigt im Vergleich zur Aufnahme von 1936 (s. o.) einen deutlichen Rückgang der Vergletscherung. Der Ngga Pulu befindet sich in der Bildmitte, der eisfreie Puncak Jaya rechts.

Der Name Ngga Pulu geht auf die einheimische Papua-Bevölkerung zurück. Es existieren auch andere Schreibweisen, beispielsweise Ngapalu oder Ngga Poloe. Die schneebedeckten Hochlagen des Carstensz-Gebirges werden beim Volksstamm der Dani auch als Dugundugu oder Ndugundugu bezeichnet, was sich allerdings nicht auf einen speziellen Gipfel bezieht.
Nach der Besetzung Westneuguineas durch Indonesien im Jahr 1963 wurde der Ngga Pulu in Puncak Sukarno umbenannt. Diese Benennung bezog sich auf Sukarno (1901–1970), den von 1945 bis 1967 diktatorisch regierenden Präsidenten von Indonesien. Heute ist die Bezeichnung Puncak Sukarno nicht mehr verbreitet.

## Geografie

### Lage
In der Sudirman-Range im westlichen Maokegebirge befinden sich mehrere der höchsten Gipfel der Insel Neuguinea. Der Ngga Pulu ist der östlichste Gipfel im Northwall Firn, einer Bergkette die von Nordwesten nach Südosten verläuft und die nördliche Begrenzung eines Gletschertals (Meren Valley) bildet. Dessen südliche Begrenzung stellt der nahezu parallele Kammverlauf des Puncak Jaya dar. Die Nordwand fällt nach Nordosten sehr steil zu den tiefergelegenen tropischen Vegetationszonen ab. Der Ngga Pulu (4862 m) ist ein relativ flacher, von Gletschereis bedeckter Gipfel; wenige hundert Meter nordwestlich befindet sich der Felsgipfel des Sumantri (4870 m), die Gipfel sind durch einen vergletscherten Sattel getrennt.

### Gletscher
Auf den Südflanken des Ngga-Pulu-Massivs befand sich noch zu Beginn des 20. Jahrhunderts eine ausgedehnte zusammenhängende Gletscherfläche, die sich als Talgletscher bis weit ins Meren Valley erstreckte. In der ersten Hälfte des 20. Jahrhunderts wurde ein deutlicher Rückgang aller Gletscher in den Hochgebirgen Neuguineas dokumentiert. In der Carstensz-Region wurde das Ausmaß erstmals 1962 durch die Expedition von Heinrich Harrer deutlich. Man dokumentierte einen Rückgang des Meren Valley Gletschers um über 400 Meter für den Zeitraum zwischen 1936 und 1962. Der Ngga Pulu hatte zu Beginn des 20. Jahrhunderts außerdem einen massiven Gipfelgletscher, dessen Volumen ebenfalls deutlich abgenommen hat. Für die nächsten Jahre wird ein vollständiges Abschmelzen aller Gletscher der Region erwartet.

### Höhe und Eigenständigkeit
Bei der Erstbesteigung 1936 errechnete der Geologe Jean-Jacques Dozy am Gipfel des Ngga Pulu barometrisch eine Höhe von 5030 m; ein späterer Vergleich mit trigonometrischen Vermessungen ergab, dass er damals tatsächlich 4907 m hoch war und damit den 4884 m hohen Puncak Jaya überragte. Durch das Abschmelzen des Gipfelgletschers hat der Ngga Pulu deutlich an Höhe verloren und war
zur Zeit von Heinrich Harrers Carstensz-Expedition (1962) bereits niedriger als der unvergletscherte Gipfel des Puncak Jaya.
Ab Ende des 20. Jahrhunderts wurde der Ngga Pulu (4862 m) als zweithöchster Gipfel der Carstensz-Region angesehen, von einigen Alpinismus-Autoren auch als Second Summit von Ozeanien (siehe Seven Second Summits). In diesem Zusammenhang wurde die Frage diskutiert, ob der Ngga Pulu wegen seiner relativ geringen topografischen Prominenz als eigenständiger Berg oder als Nebengipfel gelten sollte. Spätere Forschungen zeigten, dass durch die fortschreitende Gletscherschmelze heute auch der ebenfalls im Northwall Firn liegende Sumantri (4870 m) den Gipfel des Ngga Pulu überragt. Damit kam dieser für die Besteigungsserie der Seven Second Summits nicht mehr in Betracht.

## Alpinismus
Die Erstbesteigung des Ngga Pulu erfolgte durch eine niederländische Expedition: Am 5. Dezember 1936 erreichten Anton Colijn, Jean-Jacques Dozy und Frits Wissel den Gipfel von Süden. Zum damaligen Zeitpunkt war der Ngga Pulu wegen der massiven Vergletscherung der höchste Berg zwischen dem Himalaya im Westen und den Anden im Osten sowie der höchste Berg Ozeaniens.
Die zweite Besteigung des Ngga Pulu gelang im Jahr 1962 der von Heinrich Harrer organisierten Carstensz-Expedition. Neben der Erstbesteigung des Puncak Jaya bestiegen Harrer, Albert Huizenga, Russel Kippax und Philip Temple am 11. Februar 1962 auch den Ngga Pulu. Im Jahr 1964 erreichte eine indonesisch-japanische Expedition ebenfalls über die Südflanke den Gipfel.
Im Jahr 1972 gelang dem britischen Bergsteiger Dick Isherwood die Erstbegehung der Nordwand des Ngga Pulu im Alleingang. Zuvor hatte er mit seinen Kameraden Leo Murray und Jack Baines den Gipfel bereits über die Südflanke bestiegen. Der Aufstieg vom Meren Valley über die vergletscherte Südflanke ist heute die Normalroute auf den Ngga Pulu.